# 格蘭維爾 (伊利諾伊州)
格蘭維爾（英語：Granville）是位於美國伊利諾伊州普特南縣的一個村落。

## 地理
格蘭維爾的座標為41°15′45″N 89°13′41″W / 41.26250°N 89.22806°W，而該地最高點為海拔高度208米（即682英尺）。

## 人口
根據2010年美國人口普查的數據，格蘭維爾的面積為2.51平方千米，當中陸地面積為2.51平方千米，而水域面積為0.00平方千米。當地共有人口1427人，而人口密度為每平方千米568人。